# Patinatge de velocitat als Jocs Olímpics d'hivern de 1952 - 5.000 metres masculins
Als Jocs Olímpics d'Hivern de 1952 celebrats a la ciutat d'Oslo (Noruega) es disputà una prova de patinatge de velocitat sobre gel sobre una distància de 5.000 metres. La competició se celebrà el dia 17 de febrer de 1952 a l'Estadi Olímpic d'Oslo.

## Comitès participants
Participaren 35 patinadors de velocitat de 13 comitès nacionals diferents.
| - Alemanya (1) - Austràlia (1) - Àustria (3) - Bèlgica (1) - Canadà (2) - Estats Units (4) - Finlàndia (4) |  | - Hongria (2) - Japó (2) - Noruega (4) - Països Baixos (4) - Regne Unit (3) - Suècia (4) |

## Resum de medalles
| Or               | Argent        | Bronze        |
| Hjalmar Andersen | Kees Broekman | Sverre Haugli |

## Rècords
Rècords establerts anteriorment als Jocs Olímpics d'hivern de 1952.
| Rècord del món | 8:07.3 | Hjalmar Andersen | Trondheim (NOR)              | 13 de gener de 1951  |
| Rècord del món | 8:03.7 | Nicolai Mamonov  | Medeo (URSS)                 | 23 de gener de 1952  |
| Rècord olímpic | 8:19.6 | Ivar Ballangrud  | Garmisch-Partenkirchen (ALE) | 12 de febrer de 1936 |

Hjalmar Andersen va establir un nou rècord olímpic amb un temps de 8:10.6 minuts.

## Resultats
Nicolai Mamonov, que tenia la millor marca fins al moment, no competí, ja que la Unió Soviètica no participà en uns Jocs Olímpics d'Hivern fins al 1956.
| Posició | Patinador           | Temps     |
| ------- | ------------------- | --------- |
| 1       | Hjalmar Andersen    | 8:10.6 RO |
| 2       | Kees Broekman       | 8:21.6    |
| 3       | Sverre Haugli       | 8:22.4    |
| 4       | Anton Huiskes       | 8:28.5    |
| 5       | Wim van der Voort   | 8:30.6    |
| 6       | Carl-Erik Asplund   | 8:30.7    |
| 7       | Pentti Lammio       | 8:31.9    |
| 8       | Arthur Mannsbarth   | 8:36.3    |
| 9       | Wiggo Hanssen       | 8:37.2    |
| 10      | Yoshiyasu Gomi      | 8:38.6    |
| 11      | Göthe Hedlund       | 8:39.2    |
| 12      | Matti Tuomi         | 8:40.0    |
| 13      | Kauko Salomaa       | 8:40.1    |
| 14      | Sigvard Ericsson    | 8:40.8    |
| 15      | Kazuhiko Sugawara   | 8:44.4    |
| 16      | Norman Holwell      | 8:44.5    |
| 17      | John Hearn          | 8:47.0    |
| 18      | John Wickström      | 8:47.2    |
| 19      | Egbert van 't Oever | 8:47.6    |
| 20      | Yngvar Karlsen      | 8:48.2    |
| 21      | Ferenc Lőrincz      | 8:51.2    |
| 22      | Kalevi Laitinen     | 8:52.4    |
| 23      | Craig MacKay        | 8:52.5    |
| 24      | Pat McNamara        | 8:53.4    |
| 25      | Ralf Olin           | 8:54.2    |
| 26      | József Merényi      | 8:56.6    |
| 27      | Theo Meding         | 8:57.4    |
| 28      | Colin Hickey        | 8:57.6    |
| 29      | Ken Henry           | 8:59.9    |
| 30      | Franz Offenberger   | 9:03.0    |
| 31      | Bill Jones          | 9:03.7    |
| 32      | Konrad Pecher       | 9:04.9    |
| 33      | Chuck Burke         | 9:06.4    |
| 34      | Al Broadhurst       | 9:09.2    |
| 35      | Pierre Huylebroeck  | 9:34.4    |

RO: rècord olímpic